# Isuzu Yamada
Isuzu Yamada (山田 五十鈴 Yamada Isuzu?, n. 5 februarie 1917, Osaka, Japonia – d. 9 iulie 2012, Tokyo⁠(d), Tōkyō, Japonia) a fost o actriță japoneză de teatru și film cu o carieră întinsă pe parcursul a opt decenii.

## Tinerețea
Isuzu Yamada s-a născut la Osaka și a primit numele Mitsu Yamada. Tatăl ei, Kusuo Yamada, era un actor de teatru specializat în roluri onnagata (roluri de femei) în spectacolele melodramatice shinpa, iar mama ei, Ritsu, era o gheișă. Familia ei era săracă, iar Mitsu, la îndemnul mamei sale, a început să învețe muzica tradițională nagauta și dansul tradițional japonez încă de la vârsta de șase ani.

## Carieră
A debutat ca actriță de film în 1930 la vârsta de treisprezece ani, apărând alături de Denjirō Ōkōchi în filmul Ken o Koete al companiei Nikkatsu. Ea a devenit în scurt timp una dintre cele mai solicitate actrițe ale companiei Nikkatsu, dar interpretarea viguroasă a două fete moderne rebele în filmele Osaka Elegy și Sisters of the Gion ale lui Kenji Mizoguchi în 1936, pentru noul studio Daiichi Eiga, a făcut-o o actriță populară și i-a adus elogii critice. Trecând la studioul Shinkō Kinema și apoi la Toho, Isuzu Yamada a jucat într-o serie de filme alături de Kazuo Hasegawa, precum Tsuruhachi Tsurujirō (1938) al lui Mikio Naruse și Kinō Kieta Otoko (1941) al lui Masahiro Makino, care au transformat-o într-o vedetă de cinema. În anii războiului a apărut în câteva filme mai puțin importante ale companiei Toho.
Yamada a apărut în filmele mai multor regizori japonezi cunoscuți, printre care Mikio Naruse în Nagareru (1956), Yasujirō Ozu în Tokyo Twilight (1957) și Akira Kurosawa în Tronul însângerat (1957), Azilul de noapte (1957) și Yojimbo (1961). Filmele postbelice realizate sub regia lui Akira Kurosawa au făcut-o cunoscută în Occident. Isuzu Yamada avea o mare experiență teatrală atunci când a apărut în rolul doamnei Washizu (corespondenta lui Lady Macbeth) din Tronul însângerat (1957), primul film în care a colaborat cu Kurosawa, creând personajului aspectul unei vrăjitoare din teatrul Noh. „Era născută să devină actriță. Ca persoană era foarte simplă și nu a insistat să fie făcută să arate bine. Era extrem de amabilă și a avut grijă de tinerele actrițe”, a descris-o Kyoko Kagawa care a jucat alături de ea în spectacole de teatru și în filme. Yamada a fost apoi cap de afiș, alături de Toshiro Mifune, în Azilul de noapte (1957), unde a jucat rolul soției adulterine a proprietarului azilului. Interpretarea ei, la fel ca și cea a lui Mifune, a fost considerată „magnifică” de criticul ziarului Los Angeles Times. Ultimul film în care a colaborat cu Kurosawa a fost Yojimbo (1961), unde a jucat rolul soției lipsite de scrupule a banditului Seibei.
Ea a jucat apoi în câteva filme jidaigeki precum Osaka-jo monogatari și Shaka, ambele din 1961, iar din 1962 a apărut tot mai rar în filme. De la mijlocul anilor 1950 a apărut din ce în ce mai mult în spectacolele de teatru și de televiziune, inclusiv în serialul Hissatsu.

## Viața personală
Yamada a fost căsătorită de patru ori: mai întâi cu actorul Ichirō Tsukita, a doua oară cu producătorul de film Kazuo Takimura, a treia oară cu actorul Yoshi Katō și a patra oară cu actorul Tsutomu Shimomoto. Fiica ei din prima căsătorie, Michiko, a devenit cunoscută ca actrița Michiko Saga.

## Moartea
Yamada a murit din cauza insuficienței multiple de organe la Tokyo, la 9 iulie 2012, la vârsta de 95 de ani.

## Premii
Yamada a câștigat numeroase premii pe parcursul îndelungatei sale cariere. A fost distinsă de câte două ori cu Premiul Panglica Albastră și Premiul Mainichi pentru cea mai bună actriță: în 1952 pentru Gendai-jin și Hakone Fūunroku, și în 1956 pentru Boshizō, Neko to Shōzō to Futari no Onna și Nagareru. Ea a obținut, de asemenea, Premiul Panglica Albastră pentru cea mai bună actriță în rol secundar în 1955 pentru Takekurabe și Ishigassen. Președintele Academiei Japoneze de Film i-a conferit în 1995 un premiu special pentru întreaga sa carieră cinematografică. Pentru activitatea sa teatrală a fost distinsă de trei ori cu Marele Premiu (Taishō) de către Agenția pentru Afaceri Culturale (Geijutsusai) pentru spectacolele Tanuki (1974), Aizome Takao (1977) și Daiyu-san (1983).
Ea a fost numită Persoană cu merite culturale de către guvernul Japoniei în 1993 și a devenit prima actriță decorată de împăratul Japoniei cu Ordinul Culturii în 2000. Ordinul Culturii este considerat „cel important premiu cultural” al Japoniei.

## Filmografie

### Filme de cinema

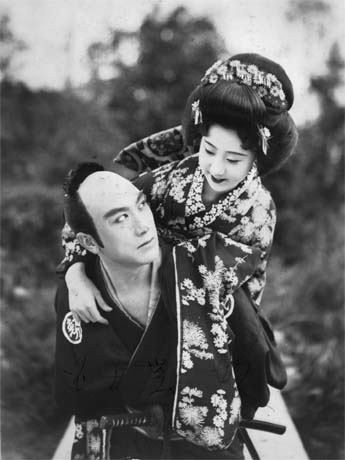
Isuzu Yamada, împreună cu Chiezō Kataoka, în 1932

| An   | Titlu                                        | Rol                                      | Regizor                                        | Note           |
| ---- | -------------------------------------------- | ---------------------------------------- | ---------------------------------------------- | -------------- |
| 1930 | Ken o Koete                                  | Okayo                                    | Kunio Watanabe                                 | Rol de debut   |
| 1934 | Aizō Tōge                                    |                                          | Kenji Mizoguchi                                | Film pierdut   |
| 1935 | Orizuru Osen                                 | Osen                                     | Kenji Mizoguchi                                |                |
| 1936 | Osaka Elegy                                  | Ayako Murai                              | Kenji Mizoguchi                                |                |
| 1936 | Sisters of the Gion                          | sora mai mică Omocha                     | Kenji Mizoguchi                                |                |
| 1938 | Tsuruhachi Tsurujirō                         | Tsuruhachi                               | Mikio Naruse                                   |                |
| 1941 | Kinō Kieta Otoko                             | Kotomi                                   | Masahiro Makino                                |                |
| 1946 | Aru yo no Tonosama                           | Omitsu                                   | Teinosuke Kinugasa                             |                |
| 1951 | Home Sweet Home                              | Namiko Uemura                            | Noboru Nakamura                                |                |
| 1952 | Gendai-jin                                   |                                          | Minoru Shibuya                                 |                |
| 1952 | Hakone Fūunroku                              | Ritsu                                    | Satsuo Yamamoto/Kiyoshi Kusuda/Tetsujin Kosaka |                |
| 1953 | Epitome                                      | Tamiko                                   | Kaneto Shindo                                  |                |
| 1954 | Tōjin Okichi                                 | Tōjin Okichi                             | Mitsuo Wakasugi                                |                |
| 1955 | Takekurabe                                   | Okichi                                   | Heinosuke Gosho                                |                |
| 1955 | Christ in Bronze                             | Kimika                                   | Minoru Shibuya                                 |                |
| 1956 | Boshizō                                      | Yukiko Izumi                             | Kiyoshi Saeki                                  |                |
| 1956 | Neko to Shōzō to Futari no Onna              | prima soție                              | Shirō Toyoda                                   |                |
| 1956 | Nagareru                                     | Tsutaya                                  | Mikio Naruse                                   |                |
| 1957 | Tronul însângerat                            | doamna Asaji Washizu, soția gen. Washizu | Akira Kurosawa                                 |                |
| 1957 | Black River                                  | Mikiko                                   | Masaki Kobayashi                               |                |
| 1957 | Tokyo Twilight                               | Kikuko                                   | Yasujirō Ozu                                   |                |
| 1957 | Azilul de noapte                             | Osugi                                    | Akira Kurosawa                                 |                |
| 1961 | The Littlest Warrior                         | Yashio                                   | Taiji Yabushita/Yūgo Serikawa                  | Voce           |
| 1961 | Yojimbo                                      | Orin                                     | Akira Kurosawa                                 |                |
| 1961 | The Story of Osaka Castle                    | Yodogimi                                 | Hiroshi Inagaki                                | [ 35 ] [ 36 ]  |
| 1975 | Kenji Mizoguchi: The Life of a Film Director | propriul rol                             | Kaneto Shindo                                  |                |
| 1978 | Shogun's Samurai                             | Oeyo                                     | Kinji Fukasaku                                 |                |
| 1982 | Suspicion                                    | Tokie Horiuchi                           | Yoshitarō Nomura                               |                |
| 1984 | Hissatsu: Sure Death                         | Oriku                                    | Masahisa Sadanaga                              | seria Hissatsu |

### Filme de televiziune
| An        | Titlu                                           | Rol            | Rețea | Note           |
| --------- | ----------------------------------------------- | -------------- | ----- | -------------- |
| 1964      | Akō Rōshi                                       | Riku           | NHK   | serial istoric |
| 1966      | Minamoto no Yoshitsune                          | Tokiwa Gozen   | NHK   | serial istoric |
| 1977-1978 | Shin Hissatsu Karakurinin                       | Oen            | ABC   | seria Hissatsu |
| 1978      | Hissatsu Karakurinin Fugakuhiyakkei Koroshitabi | Oen            | ABC   | seria Hissatsu |
| 1979-1981 | Hissatsu Shigotonin                             | Otowa          | ABC   | seria Hissatsu |
| 1981-1982 | Shin Hissatsu Shigotonină                       | Oriku          | ABC   | seria Hissatsu |
| 1982-1983 | Hissatsu Shigotonin III                         | Oriku          | ABC   | seria Hissatsu |
| 1983      | Ōoku                                            | Yuri (Jōen-in) | CX    |                |
| 1984      | Hissatsu Shigotonin IV                          | Oriku          | ABC   | seria Hissatsu |
| 1985      | Hissatsu Shigotonin V                           | Oriku          | ABC   | seria Hissatsu |
| 2000      | Aoi Tokugawa Sandai                             | Odai nu kata   | NHK   | serial istoric |

## Legături externe
- Isuzu Yamada la Internet Movie Database
- Isuzu Yamada pe Japanese Movie Database